# Bahnstrecke Stuttgart-Untertürkheim–Kornwestheim
| |                                                              |                                                |                                                |
| Streckennummer (DB): | 4720                                                         |                                                |                                                |
| Kursbuchstrecke (DB): | 790.11                                                       |                                                |                                                |
| Kursbuchstrecke: | 326c (Stuttgart-Untertürkheim Pbf – Esslingen (Neckar) 1946) |                                                |                                                |
| Streckenlänge: | 11,495 km                                                    |                                                |                                                |
| Spurweite: | 1435 mm (Normalspur)                                         |                                                |                                                |
| Streckenklasse: | D4                                                           |                                                |                                                |
| Stromsystem: | 15 kV 16,7 Hz ~                                              |                                                |                                                |
| Maximale Neigung: | 10 ‰                                                         |                                                |                                                |
| Minimaler Radius: | 350 m                                                        |                                                |                                                |
| Streckengeschwindigkeit: | 100 km/h                                                     |                                                |                                                |
| Zugbeeinflussung: | PZB                                                          |                                                |                                                |
| Zweigleisigkeit: | Stg-Utürkhm Pbf – Stg-Zazenhausen                            |                                                |                                                |
| |                                                              |                                                |                                                |
| \| \| \| von Neu-Ulm \| \| \| \| \| von Stuttgart Hafen \| \| \| \| 0,000 \| Stuttgart-Untertürkheim Pbf \| 229 m \| \| \| \| nach Stuttgart Hbf \| \| \| \| 0,800 \| Stuttgart-Untertürkheim Gbf \| 226 m \| \| \| \| nach Stuttgart Nürnberger Straße Abzw \| \| \| \| \| Bahnstrecke Stuttgart-Bad Cannstatt–Nördlingen \| \| \| \| 3,005 \| Stuttgart Ebitzweg \| 234 m \| \| \| 4,300 \| Viadukt Stuttgart-Münster (855 m) \| Viadukt Stuttgart-Münster (855 m) \| \| \| \| Stadtbahn Stuttgart \| \| \| \| \| Neckar \| \| \| \| \| Industriebahn Münster–Cannstatt \| \| \| \| \| Stadtbahn Stuttgart \| \| \| \| \| \| \| \| \| 5,209 \| Stuttgart-Münster \| 251 m \| \| \| \| Industriebahn Münster–Cannstatt \| \| \| \| 6,632 \| Schnarrenbergtunnel (272,2 m) \| Schnarrenbergtunnel (272,2 m) \| \| \| 7,720 \| Stuttgart-Zazenhausen Hp \| 273 m \| \| \| 7,810 \| Stuttgart-Zazenhausen \| Stuttgart-Zazenhausen \| \| \| 8,100 \| Feuerbach-Viadukt (266 m) \| Feuerbach-Viadukt (266 m) \| \| \| 8,897 \| Stuttgart-Zazenhausen 1 (Bft von Zuffenhsn) \| 291 m \| \| \| \| nach Mannheim \| \| \| \| \| nach Kornwestheim Rbf \| \| \| \| \| von Stuttgart \| \| \| \| 11,495 \| Kornwestheim Pbf \| 301 m \| \| \| \| nach Würzburg \| \| |                                                              |                                                |                                                |
| Strecke |                                                              | von Neu-Ulm                                    | von Neu-Ulm                                    |
| Abzweig geradeaus und von links |                                                              | von Stuttgart Hafen                            | von Stuttgart Hafen                            |
| Bahnhof | 0,000                                                        | Stuttgart-Untertürkheim Pbf                    | 229 m                                          |
| Abzweig geradeaus und nach links |                                                              | nach Stuttgart Hbf                             | nach Stuttgart Hbf                             |
| Dienststation / Betriebs- oder Güterbahnhof | 0,800                                                        | Stuttgart-Untertürkheim Gbf                    | 226 m                                          |
| Abzweig geradeaus und nach rechts |                                                              | nach Stuttgart Nürnberger Straße Abzw          | nach Stuttgart Nürnberger Straße Abzw          |
| Kreuzung geradeaus unten |                                                              | Bahnstrecke Stuttgart-Bad Cannstatt–Nördlingen | Bahnstrecke Stuttgart-Bad Cannstatt–Nördlingen |
| Haltepunkt / Haltestelle | 3,005                                                        | Stuttgart Ebitzweg                             | 234 m                                          |
| Strecke geradeaus | 4,300                                                        | Viadukt Stuttgart-Münster (855 m)              | Viadukt Stuttgart-Münster (855 m)              |
| Kreuzung mit U-Bahn |                                                              | Stadtbahn Stuttgart                            | Stadtbahn Stuttgart                            |
| Strecke unter Wasserlauf |                                                              | Neckar                                         | Neckar                                         |
| Kreuzung (Querstrecke außer Betrieb) |                                                              | Industriebahn Münster–Cannstatt                | Industriebahn Münster–Cannstatt                |
| Kreuzung mit U-Bahn |                                                              | Stadtbahn Stuttgart                            | Stadtbahn Stuttgart                            |
| Strecke |                                                              |                                                |                                                |
| Bahnhof | 5,209                                                        | Stuttgart-Münster                              | 251 m                                          |
| Abzweig geradeaus und ehemals von links |                                                              | Industriebahn Münster–Cannstatt                | Industriebahn Münster–Cannstatt                |
| Tunnel | 6,632                                                        | Schnarrenbergtunnel (272,2 m)                  | Schnarrenbergtunnel (272,2 m)                  |
| Haltepunkt / Haltestelle | 7,720                                                        | Stuttgart-Zazenhausen Hp                       | 273 m                                          |
| ehemaliger Bahnhof | 7,810                                                        | Stuttgart-Zazenhausen                          | Stuttgart-Zazenhausen                          |
| Brücke über Wasserlauf | 8,100                                                        | Feuerbach-Viadukt (266 m)                      | Feuerbach-Viadukt (266 m)                      |
| Dienststation / Betriebs- oder Güterbahnhof | 8,897                                                        | Stuttgart-Zazenhausen 1 (Bft von Zuffenhsn)    | 291 m                                          |
| Abzweig geradeaus und nach links |                                                              | nach Mannheim                                  | nach Mannheim                                  |
| Abzweig geradeaus und nach links |                                                              | nach Kornwestheim Rbf                          | nach Kornwestheim Rbf                          |
| Abzweig geradeaus und von links |                                                              | von Stuttgart                                  | von Stuttgart                                  |
| Bahnhof | 11,495                                                       | Kornwestheim Pbf                               | 301 m                                          |
| Strecke |                                                              | nach Würzburg                                  | nach Würzburg                                  |

Die Bahnstrecke Stuttgart-Untertürkheim–Kornwestheim (regional auch als Schusterbahn oder Salamanderbahn bekannt) ist eine 11,495 Kilometer lange Güterumgehungsbahn. Die zweigleisige elektrifizierte Hauptbahn verbindet Stuttgart-Untertürkheim mit Kornwestheim und dient als Umgehungsbahn in erster Linie dem Güterverkehr zur Umfahrung des Stuttgarter Hauptbahnhofs. Im Kursbuch führt sie die Nummer 790.11.

## Geschichte

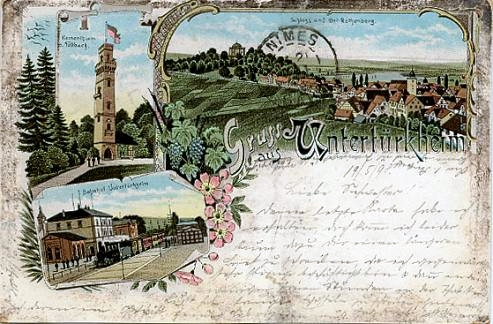
Bahnhof Untertürkheim 1898

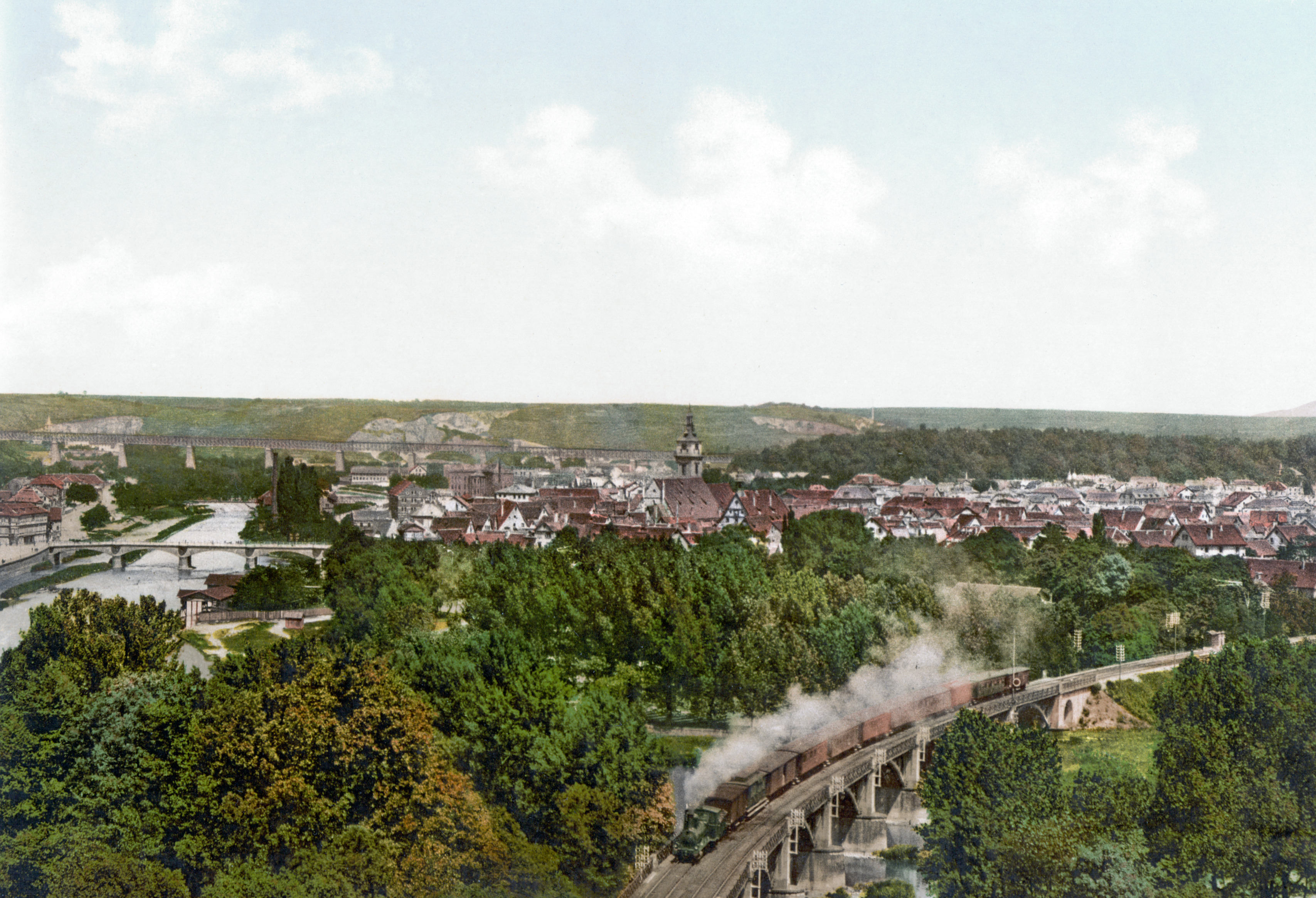
Cannstatt um 1900, im Vordergrund die Rosensteinbrücke, im Hintergrund das König-Wilhelm-Viadukt

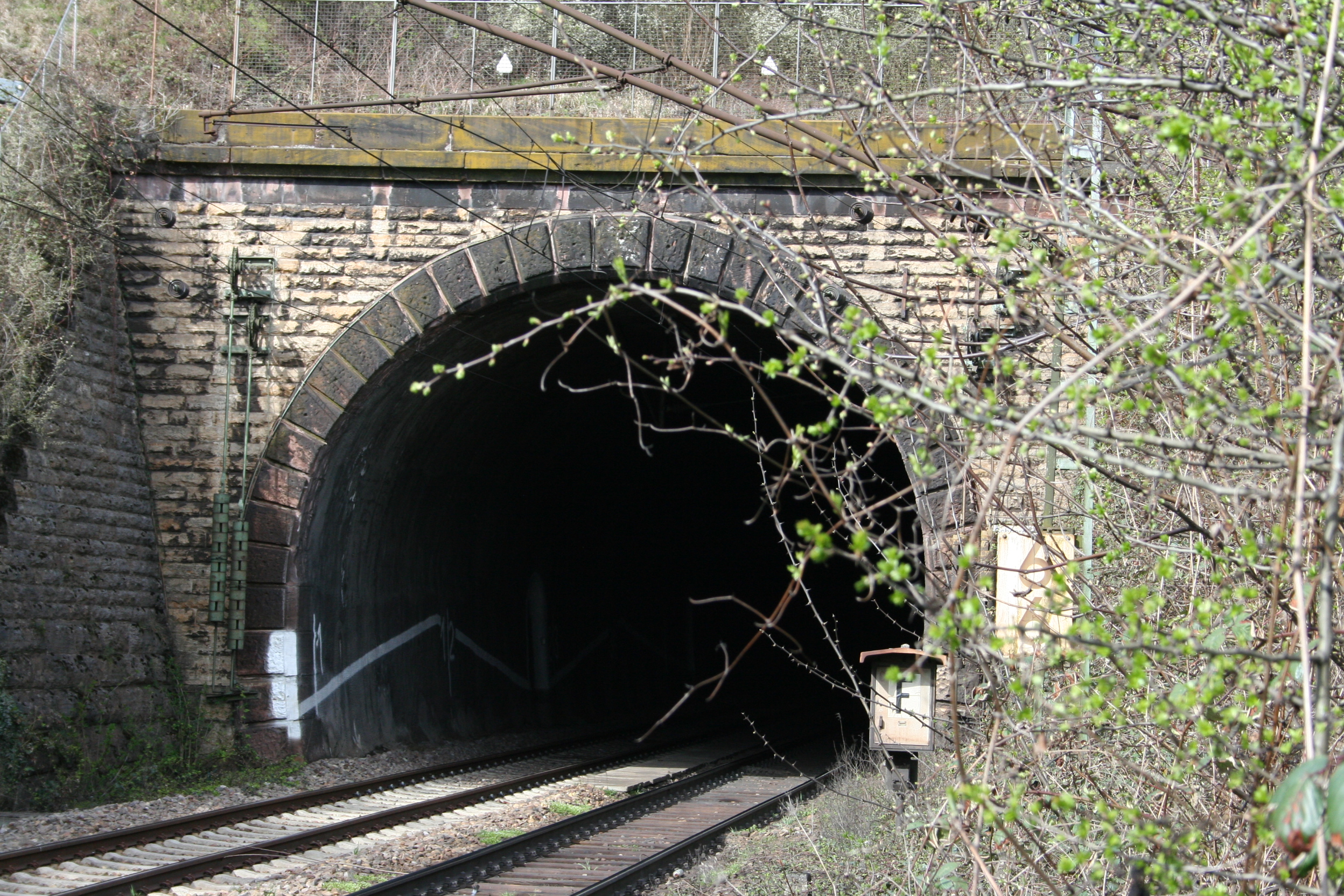
Schnarrenbergtunnel

Die Bezeichnungen Schusterbahn und Salamanderbahn kamen durch die Salamanderwerke in Kornwestheim zustande. Die Personenzüge fuhren hauptsächlich für deren und Mitarbeiter der Bahn zwischen Untertürkheim und Kornwestheim, beides Wohnorte für viele Eisenbahner, und hielten früher in Kornwestheim nicht im Personenbahnhof, sondern im östlich davon liegenden alten Rangierbahnhof, dessen Reste erst nach Auflösung seiner Selbstständigkeit dem Personenbahnhof zugeschlagen wurden.
Die Strecke wurde am 30. September 1896 mit der Einweihung des Bahnhofs in Stuttgart-Münster eröffnet, um den Stuttgarter Hauptbahnhof zu umfahren. Zuvor mussten alle Güterzüge im Stuttgarter Centralbahnhof wenden, da der Vorgängerbau des Hauptbahnhofs ebenso wie dieser ein Kopfbahnhof war.
Bei ihrer Eröffnung am 1. Oktober 1896 war die Strecke eingleisig, wobei der Unterbau und die Ingenieurbauwerke bereits für ein zweites Gleis vorbereitet waren. Aufgrund steigender Verkehrsmengen brachte die Regierung am 23. Januar 1902 die Forderung ein, eine Million Mark für den Bau des zweiten Gleises bereitzustellen. Mit verschiedenen Gesetzen aus den Jahren 1902, 1903 und 1905 wurden insgesamt 1,8 Millionen Mark für das Vorhaben bewilligt. Am 23. September 1904 wurde das zweite Gleis in Betrieb genommen. 1933 wurde die Strecke außerdem elektrifiziert und in den Stuttgarter Vorortverkehr integriert.

### Zukunft
Die Strecke soll bis 2030 in den Digitalen Knoten Stuttgart integriert und dabei mit Digitalen Stellwerken, ETCS und automatisiertem Fahrbetrieb ausgerüstet werden. Zunächst ist dabei geplant, bis 2025 den Abschnitt zwischen Münster und Untertürkheim mit ETCS Level 2 „mit Signalen“ auszurüsten. Auf eine Ausrüstung „ohne Signale“ wurde aufgrund von noch nicht mit ETCS ausgerüsteten Güterzügen verzichtet.
Bis 2025 soll der Südabschnitt der Strecke zunächst in den Stellwerk- und RBC-Bereich Untertürkheim integriert werden, das von einem in Waiblingen entstehenden Bedien- und Technikstandort gesteuert werden soll.
Land und Regionalverband planen eine Machbarkeitsstudie, in der ein Gesamtkonzept und ein kurz nach Inbetriebnahme von Stuttgart 21 umsetzbares Konzept erarbeitet werden sollen. Dieses soll sich auf den Linienweg zwischen Untertürkheim und Ludwigsburg konzentrieren und ohne größere Umbaumaßnahmen umsetzbar sein.

### Unfälle
Der Eisenbahnunfall von Cannstatt war der Frontalzusammenstoß eines Lokzuges mit einem Personenzug auf Höhe des Cannstatter Kurparks am 15. November 1923, bei dem zwölf Menschen starben.

## Streckenbeschreibung

### Verlauf
In Untertürkheim zweigt die Bahnstrecke von der Filstalbahn (Stuttgart–Ulm) ab und durchquert den Untertürkheimer Güterbahnhof, wo sie die Bundesstraße 14 unterquert. Ein Verbindungsgleis ermöglicht einen direkten Wechsel zur Bahnstrecke Stuttgart-Bad Cannstatt–Nördlingen aus südlicher Richtung; aus nördlicher Richtung muss dazu im Güterbahnhof gewendet werden. In Bad Cannstatt führt die Strecke am Kurpark vorbei. Danach überquert sie in Richtung Münster auf dem Eisenbahnviadukt Stuttgart-Münster den Neckar.
Etwas nach anschließendem Passieren des Kraftwerks Stuttgart-Münster führt die Bahnstrecke in Richtung Rot im Schnarrenbergtunnel als Sporntunnel durch die westlich oberhalb des Neckartals befindliche Ostschulter des Schnarrenbergs (315,7 m), um kurz darauf in Richtung Zazenhausen das Tal des Neckar-Zuflusses Feuerbach auf dem Feuerbach-Viadukt zu überqueren. Danach münden die Gleise am südsüdwestlichen Stadtrand Kornwestheims, kurz nach Unterqueren der Bundesstraße 27, in die Frankenbahn, den Rangierbahnhof Kornwestheim und die Schnellfahrstrecke Mannheim–Stuttgart ein.

### Betriebsstellen

#### Stuttgart Ebitzweg
Neben dem Haltepunkt Stuttgart Ebitzweg wurde im Dezember 2010 an der parallel zur Bahnstrecke verlaufenden Strecke der Stadtbahn Stuttgart die Haltestelle „Ebitzweg“ als Ersatz für die Haltestelle „Augsburger Platz“ der Linie U13 in Betrieb genommen.
Ein geforderter barrierefreier Zugang zu den Bahnsteigen des Haltepunktes wurde 2013 als technisch machbar, aber schwer umsetzbar und sehr teuer bewertet.

#### Stuttgart-Münster
Der Bahnhof Stuttgart-Münster war von 1926 bis 2000 Anschlussbahnhof zur Industriebahn Münster–Cannstatt und von 1933 bis zu deren Delektrifizierung 1963 auch Systemwechselbahnhof zu Gleichstrom.

#### Stuttgart-Zazenhausen
Aufgrund der Verlegung der Zuführungsstrecken beim Bau des Feuerbach-Viaduktes wurde der in diesem Bereich gelegene Bahnhof Stuttgart-Zazenhausen um 1980 durch den südwestlich gelegenen neuen Haltepunkt Stuttgart-Zazenhausen Hp ersetzt, der direkt an der Kreuzung (Unterführung) mit einer Strecke der Straßenbahn Stuttgart lag. Heute ist der Umsteigeweg zur nächstliegenden Haltestelle „Himmelsleiter“ der Linie U7 der Stadtbahn Stuttgart etwa 200 bis 250 Meter lang.

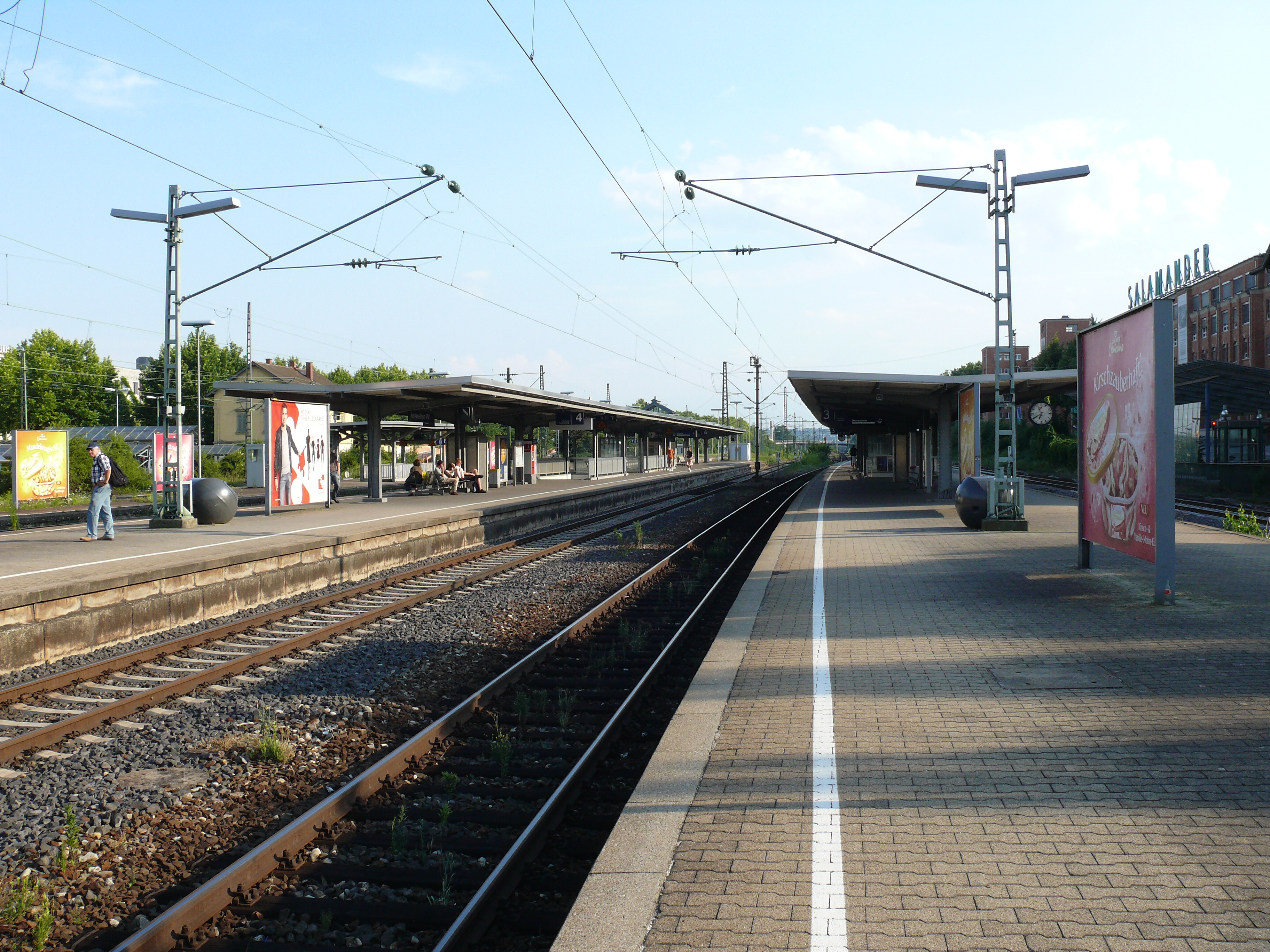
Kornwestheim Pbf
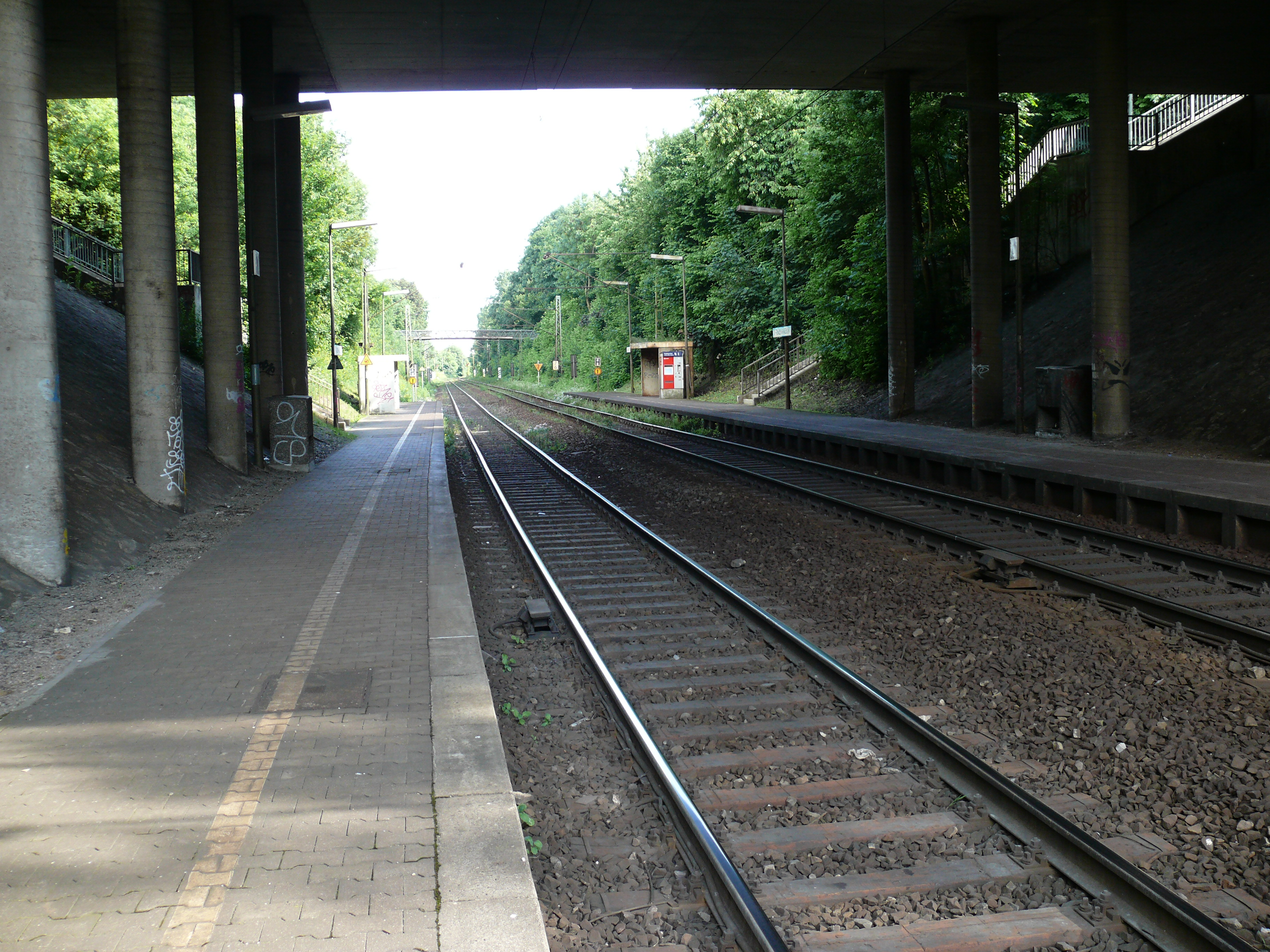
Stuttgart-Zazenhausen
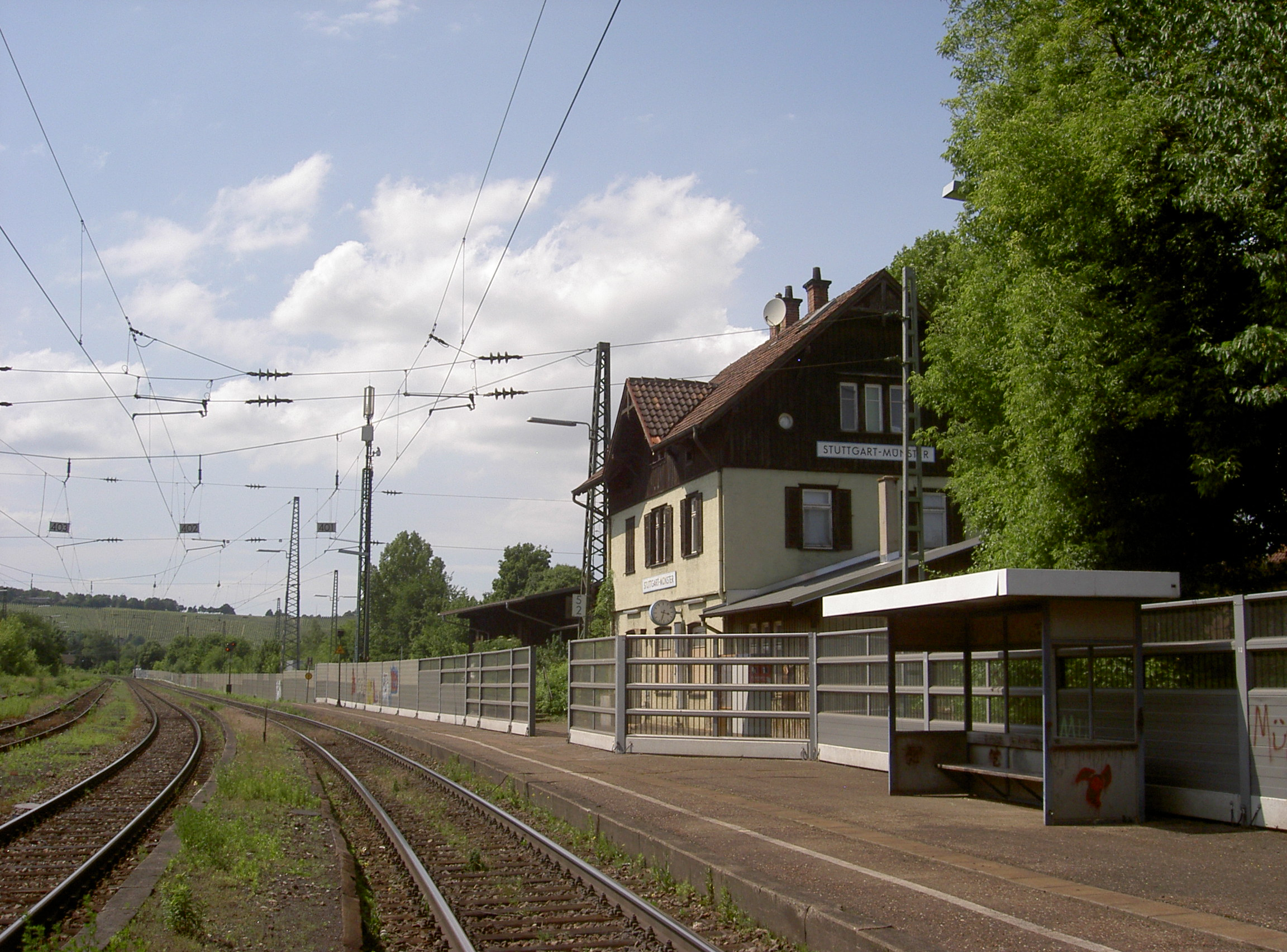
Stuttgart-Münster
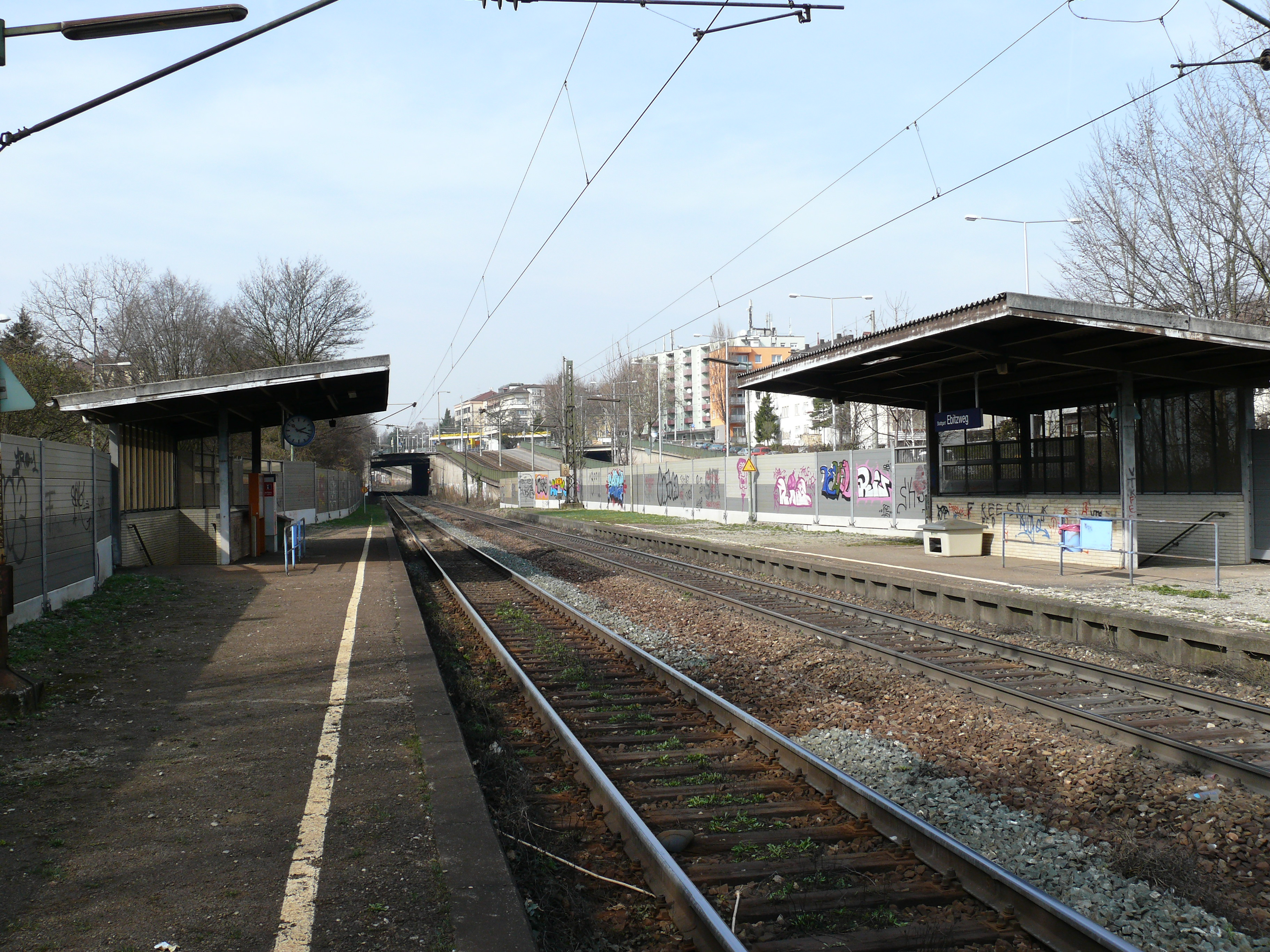
Stuttgart Ebitzweg
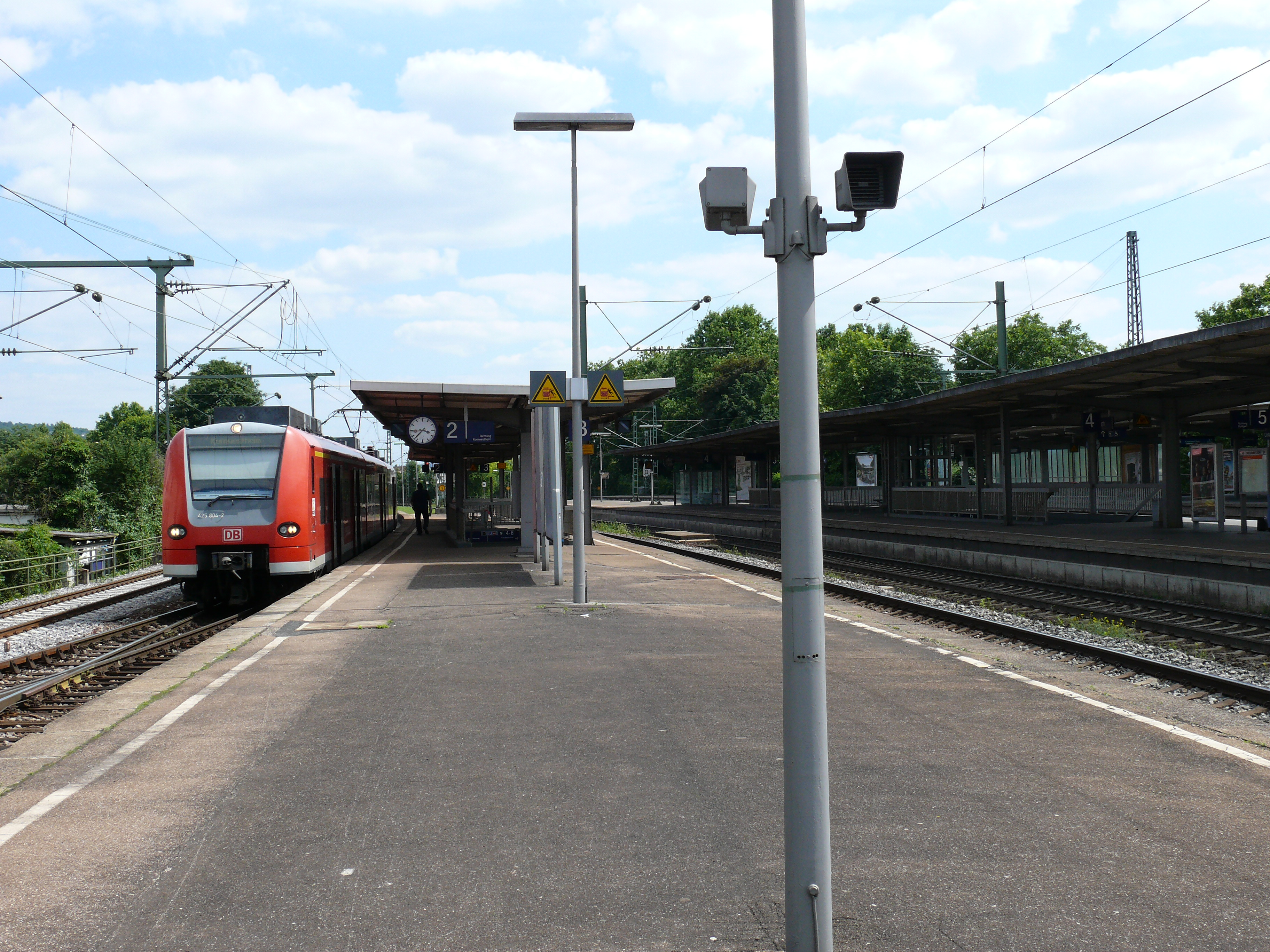
Stuttgart-Untertürkheim Pbf

### Kunstbauwerke

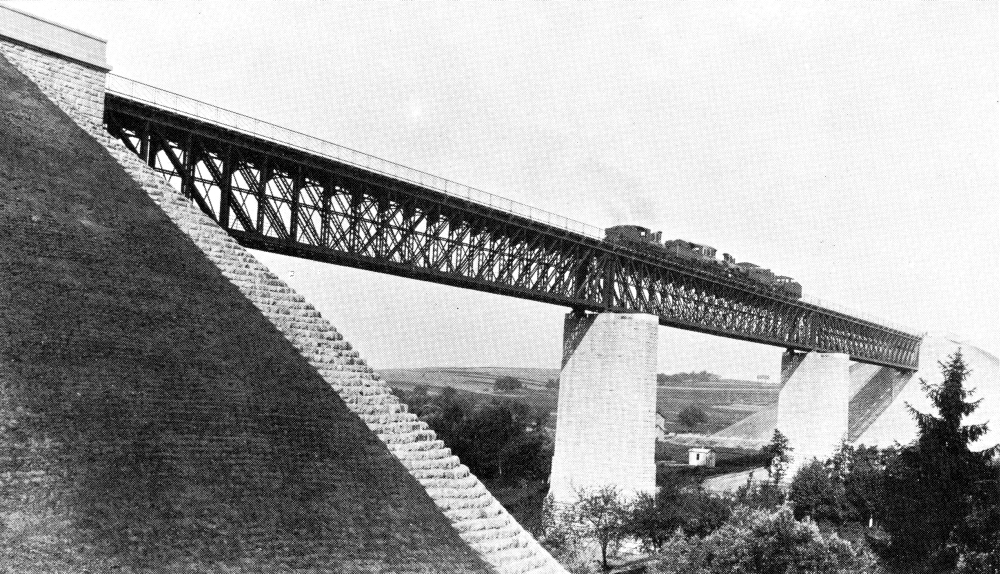
Belastungsprobe des Zazenhausener Viaduktes 1896

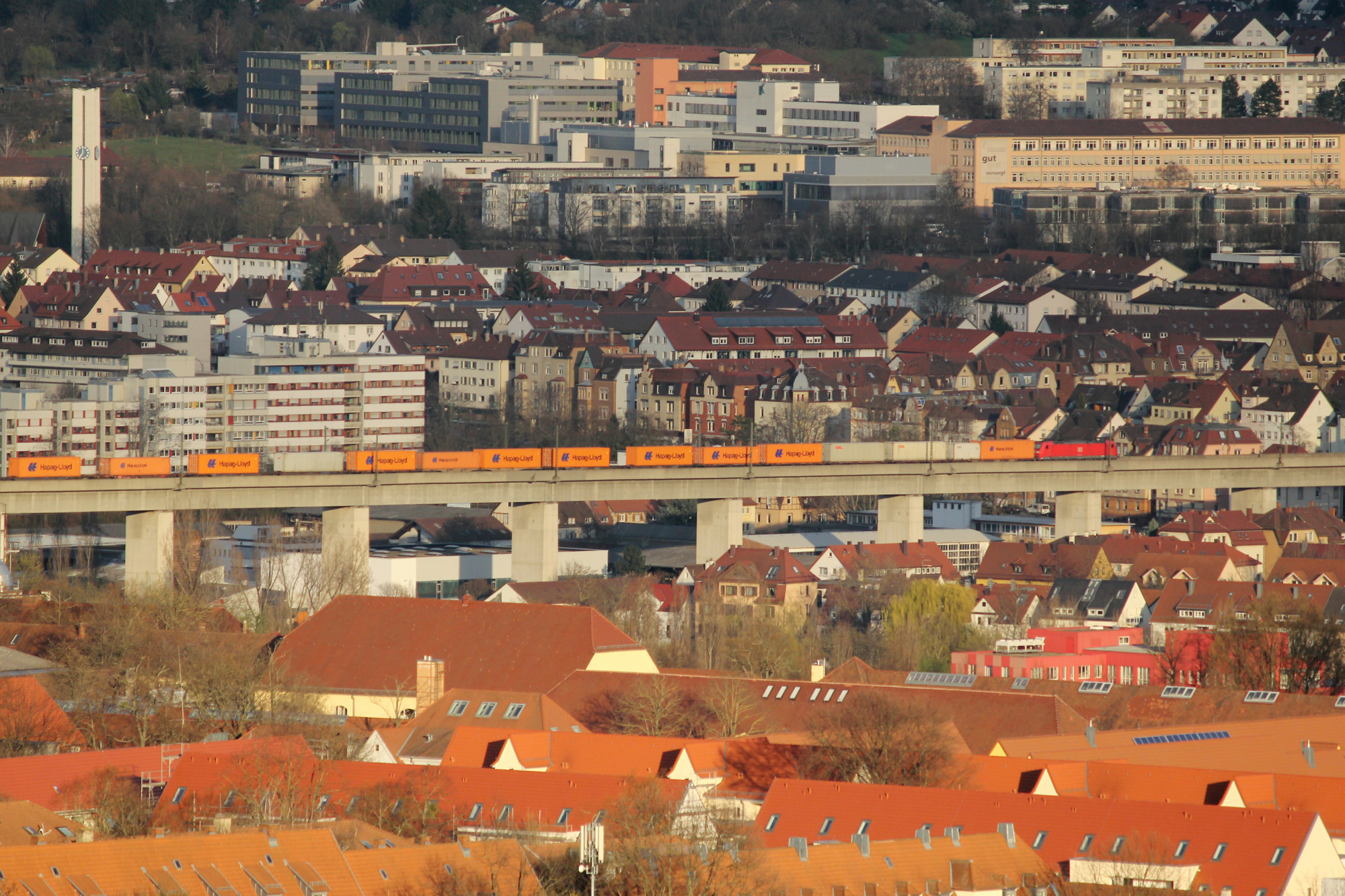
Eisenbahnviadukt über den Neckar

Das über den Neckar führende Eisenbahnviadukt Stuttgart-Münster ist 855 m lang und maximal 30 m hoch. Es wurde 1896 als „König-Wilhelm-Viadukt“ als Eisenfachwerkkonstruktion erbaut und 1985 durch einen Neubau in Stahlbeton-Konstruktion ersetzt.
Zwischen Stuttgart-Münster und Zazenhausen befindet sich der 272,2 Meter lange Schnarrenbergtunnel. Er wurde von 1999 bis 2000 grundsaniert und dabei das Ziegelmauerwerk durch eine Betonschale ersetzt.
Der 266 Meter lange Feuerbach-Viadukt über den Feuerbach wurde, wie der über den Neckar, um 1980 durch einen parallel befindlichen Beton-Neubau ersetzt. Die Zuführungsstrecken wurden verlegt.

## Verkehr

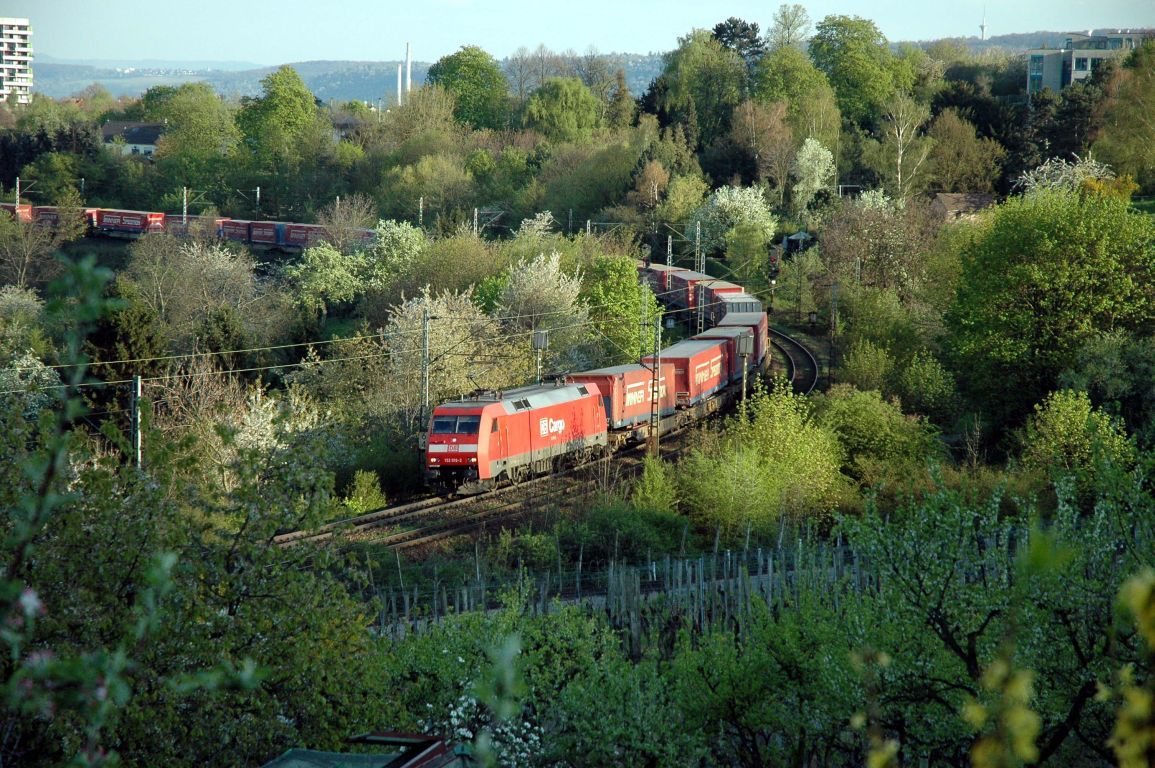
Güterzug zwischen Münster und Zazenhausen

Im Winter 1901/1902 verkehrten täglich rund 50 Güter- und fünf Personenzüge.
Auf der Strecke verkehren täglich bis zu 120 Güterzüge, im Personenverkehr wird sie von der Regionalbahnlinie RB11 (bis Dezember 2019: R 11) werktags mit drei Zugpaaren am frühen Morgen und drei weiteren am Nachmittag bedient (Stand: Fahrplan 2020). Sie werden mit einem von DB Regio (S-Bahn Stuttgart) betriebenen Triebzug der Baureihe 426 gefahren, der 2017 modernisiert wurde. Außerdem fahren Leerzüge der S-Bahn Stuttgart planmäßig auf der Schusterbahn. Zudem dient die Verbindung als Umleitungsstrecke bei Bauarbeiten oder Störungen im Stuttgarter Hauptbahnhof. Von 1992 bis 2006 fuhr planmäßig ein ICE-Sprinter-Zugpaar über die Strecke.
Im Jahr 2012 prüfte der Verband Region Stuttgart einen Stundentakt auf der Strecke. Im Januar 2013 teilte der Verband mit, dass das Potenzial der Strecke erkennbar gering sei. Dies bewerteten die Gemeinderatsfraktionen unterschiedlich. So kam es lediglich zu einem zusätzlichen Zugpaar morgens und abends.
Am 29. Januar 2018 beschloss der Verkehrsausschuss des Verbands Region Stuttgart eine Untersuchung zu einer durchgehenden Ausweitung des Viertelstundentaktes auf S-Bahn-Außenästen. In diesem Rahmen wurde auch eine Angebotsausweitung auf der Schusterbahn untersucht. Geprüft wurden ein Halbstundentakt, eine Weiterführung Richtung Esslingen/Ludwigsburg/Markgröningen sowie, alternativ, eine Ausweitung Richtung Plochingen und Bietigheim-Bissingen.
Ein progressives Szenario einer 2020 vorgelegten Verkehrsprognose für das Jahr 2030 sieht zwei Züge der Linie Kornwestheim – Untertürkheim – Esslingen – Plochingen pro Stunde vor.
In einem gemeinsamen Antrag sprachen sich vier Fraktionen der Region Stuttgart im Mai 2020 dafür aus, eine halbstündliche S-Bahn-Linie „S11“ Bietigheim-Bissingen–Plochingen über die Schusterbahn zu führen. Bis Ende 2020 soll eine Betriebsprogrammstudie vorgelegt werden, um zu klären, inwieweit das Zugangebot kurzfristig ausgedehnt werden kann.
Im Dezember 2023 beschloss die Regionalversammlung die Erweiterung des S-Bahn-Netzes. Auf der Schusterbahn soll künftig eine Tangentiallinie zwischen Walheim und Esslingen als S15 verkehren.